# Falò di San Giovanni

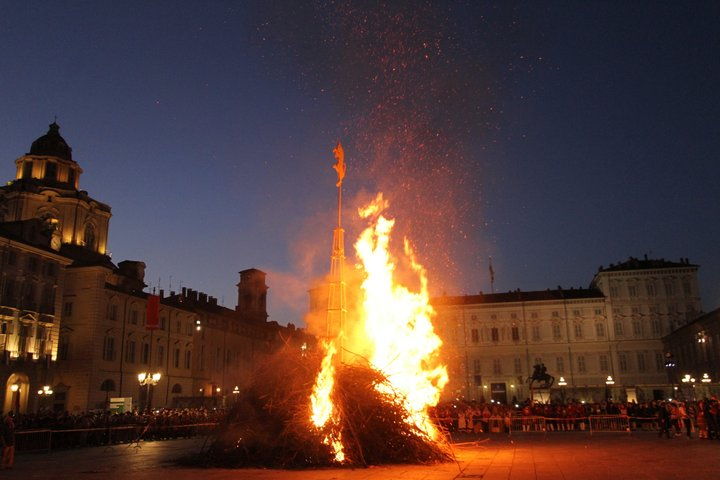
Foto del Falò di San Giovanni a Torino nel 2015. Foto di proprietà della Città di Torino (www.comune.torino.it)

Il Falò di San Giovanni, comunemente noto in torinese come Farò, è un evento tradizionale di Torino.
Ogni anno, durante la sera del 23 giugno, la notte di San Giovanni cioè la vigilia della natività di San Giovanni Battista, patrono della città di Torino, con il raduno dei cittadini viene acceso un falò in Piazza Castello, nell'area prospiciente a Palazzo Madama (tranne alcuni anni dove, per problemi logistici, fu acceso in Piazza San Carlo).
Secondo l'usanza, se la pira cade in direzione Porta Nuova, l'auspicio è buono, e seguiranno dodici mesi fortunati.
Viceversa, se la pira cade in direzione opposta, l'anno, secondo la tradizione, sarà nefasto per la città.

## Storia
L'elezione di San Giovanni Battista a patrono di Torino origina nel 602 d.C. dal Re Longobardo Aginulfo, che fece costruire la chiesa, oggi attuale Duomo di Torino dedicata a San Salvatore, a Santa Maria di Dompno e, soprattutto, a San Giovanni, già patrono di tutto il Regno Longobardo, ed al quale era molto devota la consorte Teodolinda. Fu di quel periodo infatti, l'arrivo di un piccolo frammento di alcune reliquie del santo, provenienti dalla Maurienna urbs, Saint-Jean-de-Maurienne (San Giovanni di Moriana), in Savoia, Francia, che avrebbe dovuto portare protezione e benedizione alla città di Torino.
I festeggiamenti del santo patrono, probabilmente legate ad alcuni riti pagani precedenti al cristianesimo ed associati al solstizio d'estate, furono arricchiti ancora lungo tutto l'Alto Medioevo, caratterizzati da danze, canti, banchetti e varie celebrazioni, specialmente nell'area intorno all'attuale Piazza Castello. In merito al retaggio pagano, era usanza lasciarsi andare a credenze magiche propiziatorie, come bruciare le vecchie erbe nel Farò, raccogliere nuove erbe (soprattutto l'Erba di San Giovanni) per il futuro, comprare l’aglio come portafortuna per tutto l'anno, raccogliere felce a mezzanotte e conservarla in casa come auspicio di soldi.
Durante i giorni precedenti al giorno del santo patrono le danze erano spesso eseguite in gruppo e chiamate "balloria" in lingua piemontese. Nella zona centrale di Torino venivano allestite aree mercatali e fiere, compresa una "corsa dei buoi" presso Rione Borgo Dora. Alla sera del 23 giugno quindi, veniva accatastata una alta piramide di legname, con un palo verticale al centro, presso Piazza Castello, all'inizio di Via Garibaldi, già Via Dora Grossa, quindi acceso dal figlio più giovane del regnante (figura poi sostituita dal sindaco della città).
Altri elementi folcloristici, legati sempre ai riti pagani, furono aggiunti ancora nel Basso Medioevo, come ad esempio il posizionamento della sagoma di legno di un toro rampante giallo (araldico della città) in cima al palo della catasta, o anche la tradizione di dove cadrà il palo una volta bruciato; quest'ultima risalirebbe probabilmente dal fatto che fosse di cattivo auspicio la caduta del fuoco verso la sede dei reggenti, ovvero il Palazzo Reale, essendo loro i custodi del Regno e della città sabauda.
Sempre durante l'epoca sabauda, i festeggiamenti della serata torinese erano solitamente guidati dalla figura del Tamburlando, una sorta di animatore delle cerimonie, negli ultimi secoli interpretata dalla maschera carnevalesca torinese di Gianduja, affiancato dalla sua compagna, la maschera Giacometta, oltre che sfilate di molti figuranti che rievocano personaggi di tempi passati, come ad esempio i soldati della Regia Armata Sarda di Casa Savoia.

## Cronologia del farò
| Anno | Cade in direzione                                                       |
| ---- | ----------------------------------------------------------------------- |
| 2008 | Porta Nuova (fatto in Piazza San Carlo)                                 |
| 2009 | Porta Nuova (fatto in Piazza San Carlo)                                 |
| 2010 | Porta Nuova (fatto in Piazza San Carlo)                                 |
| 2011 | Verso il Palazzo della Regione (né buono né cattivo presagio)           |
| 2012 | Il falò cade su se stesso, lasciando incertezza sul presagio per l'anno |
| 2013 | Palazzo Madama (né buono né cattivo presagio)                           |
| 2014 | Porta Nuova                                                             |
| 2015 | Porta Nuova                                                             |
| 2016 | Porta Nuova                                                             |
| 2017 | Porta Nuova                                                             |
| 2018 | Porta Nuova                                                             |
| 2019 | Porta Nuova                                                             |
| 2020 | A causa della pandemia di COVID-19, il falò non viene svolto            |
| 2021 | Porta Nuova, da Piazza Palazzo di Città                                 |
| 2022 | Porta Nuova                                                             |
| 2023 | Porta Nuova                                                             |
| 2024 | Porta Nuova                                                             |
| 2025 | Verso l'ex palazzo della Regione (né buono né cattivo presagio)         |